# Resistência (psicologia)
Em psicologia, sobretudo em psicoterapia, resistência (al. Widerstand) designa tudo aquilo que atrapalha a continuidade do trabalho terapêutico. Apesar da origem psicanalítica, o termo foi utilizado por outras correntes psicoterapêuticas.

## Resistência napsicanálise
Na psicanálise clássica, resistência designa tudo (ações e palavras do analisando) o que se opõe ao acesso do analisando a seu inconsciente. Ao contrário de uma opinião amplamente difundida, o paciente não é, no entanto, pressionado a aceitar uma interpretação oferecida pelo analista sem ter entendido e aceitado a lógica de tal interpretação na teoria psicanalítica. Pelo contrário, o objetivo em tal situação é buscar uma compreensão dos mecanismos mentais que alimentam essa resistência. Por trás de tal defesa supõe-se a existência de determinados desejos inconscientes reprimidos. A tomada de consciência de tais desejos é um objetivo do tratamento psicanalítico, pois. de acordo com essa teoria, eles têm uma íntima relação com a origem dos problemas do paciente.

## Resistência comocomportamento
O termo foi utilizado por William R. Miller e Stephen Rollnick como uma descrição de determinado tipo de reação por parte do paciente a um comportamento do terapeuta. Essa reação é um sinal de dissonância no relacionamento terapeutico, ou seja, de que terapeuta e paciente em certo grau não estão de acordo a respeito do tema a ser tratado ou do papel que cada um deles deve assumir durante a consulta (ex. o paciente não quer perder sua autonomia enquanto o terapeuta insiste em lhe dizer o que ele deve fazer). Os autores apresentam quatro categorias de comportamento de resistência por parte do paciente:
1. Argumentação - o paciente ataca a exatidão, o conhecimento ou a integridade do terapeuta;
2. Interrupção - o paciente não permite ao terapeuta terminar a frase ou o interrompe de maneira defensiva;
3. Negação - o paciente mostra indisposição em reconhecer seu problema, em cooperar com o terapeuta, em assumir suas próprias responsabilidades ou em aceitar sugestões;
4. Ignorar - o paciente mostra claramente ignorar o terapeuta (ex. não prestar atenção) e não seguir suas recomendações.

De maneira mais geral os autores definem resistência como uma resposta verbal do paciente que apresenta (1) argumentos a favor do status quo, (2) desvantagens de uma mudança, (3) a intenção do indivíduo de não querer modificar o próprio comportamento ou (4) um pessimismo com relação a uma mudança.
Como resistência nesse sentido representa uma reação do paciente a um comportamento do terapeuta, ela é vista como resultado de uma interação entre paciente e terapeuta. Com base nessa observação foi desenvolvido o método de entrevista motivacional, que tem por fim dar ao terapeuta ferramentas para lidar com a resistência por parte do paciente.